# Ericerodes
Ericerodes is een geslacht van kreeftachtigen uit de klasse van de Malacostraca (hogere kreeftachtigen).

## Soorten
- Ericerodes angulatus (Finnegan, 1931)
- Ericerodes botti (Türkay, 1968)
- Ericerodes casoae (Hendrickx, 1987)
- Ericerodes gracilipes (Stimpson, 1871)
- Ericerodes hemphillii (Lockington, 1877)
- Ericerodes latimanus (Rathbun, 1894)
- Ericerodes minusculus (Coelho, 1972)
- Ericerodes schmitti (Garth, 1939)
- Ericerodes veleronis (Garth, 1958)